# Château de Vien
Le château de Vien est une demeure classée située à Vien dans la commune belge d'Anthisnes, dans la province de Liège, en Région wallonne.

## Situation
Le château et son domaine se situent au nord-ouest et sur les hauteurs du village condrusien de Vien. L'accès au château se fait au nord par une drève se raccordant à la route nationale 638 entre Ouffet et Hody ainsi que, au sud-ouest, par la rue de l'Église provenant de l'église Saint-Rémy de Vien. L'accès au château et au domaine est interdit au public.

## Histoire
Le château est réalisé vers 1770 pour Jacques de Beghein, échevin de la ville de Liège. En 1811, la bâtisse est achetée par l'avocat Henri-Louis Roly dont la famille reçoit le titre de baron de Roly de Vien. Par mariages, le château devient la propriété du baron de Moffarts puis des comtes de Massol de Rebetz, actuels propriétaires.

## Description
Ce château a été réalisé dans le style néo-classique en brique et pierre calcaire. L'ensemble est composé d'un corps de logis et de deux ailes plus tardives. Les trois travées centrales de la façade nord-ouest placées en ressaut et délimitées par des pilastres à refends sont surmontées par un fronton portant les armoiries des barons Roly de Vien. Les trois travées centrales de la façade sud-est forment un avant-corps aux faces latérales arrondies. Cette façade est entourée par deux tours carrées de quatre niveaux.
Le château est implanté au sein d'un domaine principalement boisé. Au nord du château, la drève mesurant approximativement 400 m est bordée de hêtres pourpres. Deux étangs se situent à l'ouest du château.

## Classement
Le château est repris sur la liste du patrimoine immobilier classé d'Anthisnes depuis 1979 et le parc depuis 1989.

## Source et lien externe
- Inventaire du patrimoine de la région wallonne